# Dieta BARF

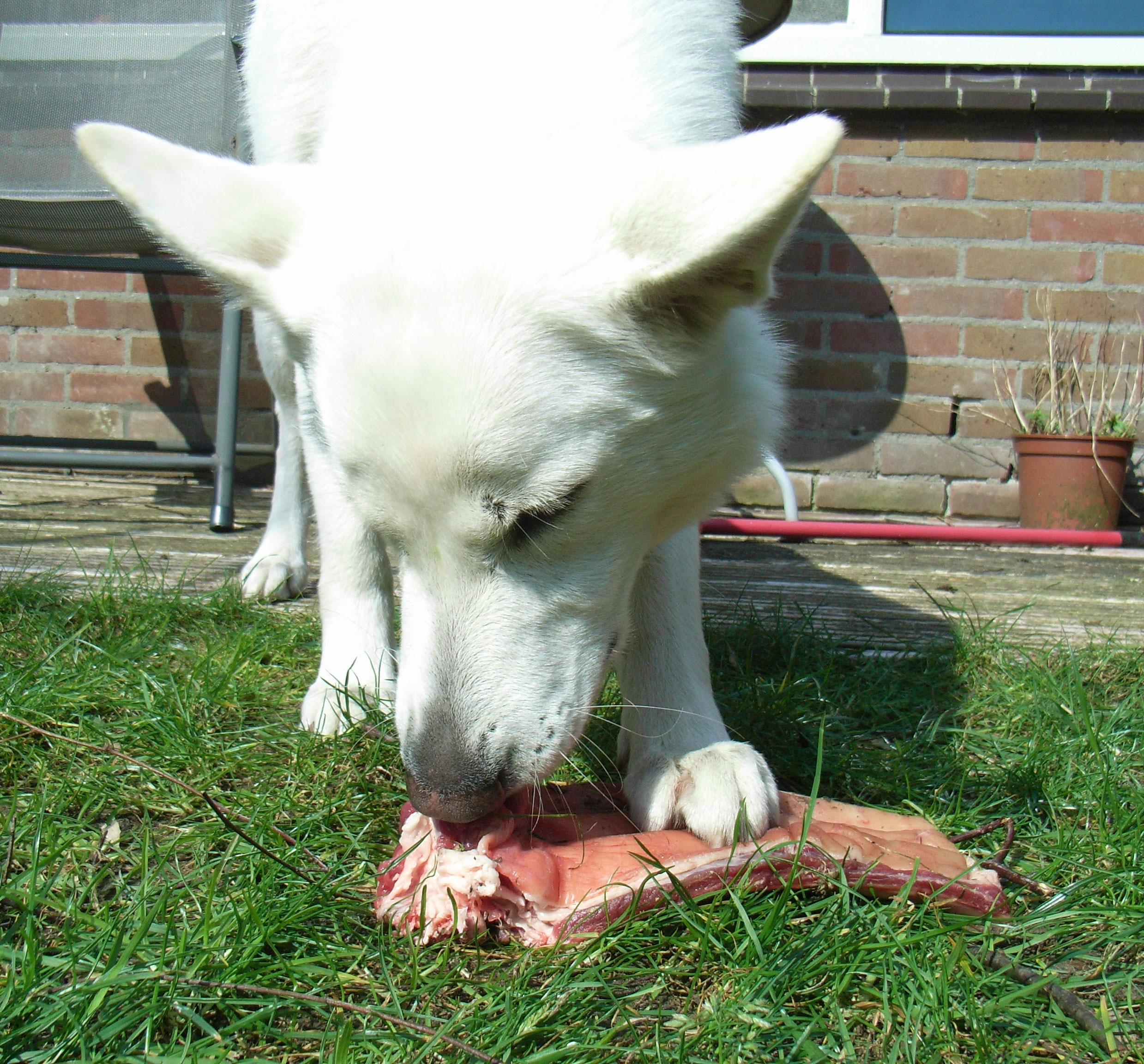
Pastor blanco suizo comiendo carne cruda.

La Dieta B.A.R.F. (acrónimo de Biologically Appropriate Raw Food) es la práctica de alimentar a los perros, gatos y otros animales domésticos una dieta principalmente compuesta de alimentos crudos. En castellano se utiliza el término ACBA que quiere decir “Alimentos Crudos Biológicamente Apropiados” o “Alimentación Cruda Biológicamente Adecuada”, y está basada en la Dieta ancestral de lobos y perros salvaje.

## Descripción
BARF fue desarrollada por el veterinario australiano Ian Billinghurst (2001). Típicamente se compone de un 40%-50% de huesos carnosos crudos, es decir los huesos con carne y músculo con más del 50% de carne (por ejemplo, cuello, espalda o alas de pollo), 30-40% de carne, 10-15% de vísceras y el 10% de fruta y vegetales, todo ello crudo. Además se suelen usar complementos como el huevo y suplementos como aceites Omega-3. El Dr. Billinghurst describe el BARF de la siguiente manera:

El BARF es alimentar a los perros en forma apropiada. Su objetivo es maximizar la salud, longevidad, y capacidad reproductiva de los perros y, al hacerlo, minimizar la necesidad por intervención de veterinarios. ¿Cómo alimentas apropiadamente a un perro? Dándole la dieta para la que ellos evolucionaron y están diseñados para comer. Las dietas artificiales basadas en cereales causan problemas innumerables de salud. No son lo que tu perro fue programado para comer durante su largo proceso evolutivo. Una dieta biológicamente apropiada para un perro es una que consiste de comidas crudas enteras similares a las que los ancestros salvajes de los perros consumían. La comida alimentada debe contener el mismo balance y tipo de ingredientes que se consumían por aquellos ancestros salvajes. Esta comida debe incluir cosas tales como carne de los músculos, huesos, grasa, vísceras y materiales vegetales, y cualquier otro alimento que sea similar a lo que sus ancestros salvajes consumían.

## Justificación

### Objeción a la comida comercial
Se han formulado una variedad de argumentos sobre los problemas de salud asociados con la comida comercial para las mascotas. Quienes alimentan BARF, señalan que la comida comercial (pienso, concentrado, croquetas) ha existido durante los últimos sesenta años, pero que los perros han consumido alimentos crudos durante milenios antes de que las comidas procesadas salieran al mercado. Los entusiastas de los alimentos crudos suscriben los argumentos de abajo, pero postulan además que toda la carne cocida, deshuesada o no, es peor en comparación con la carne cruda.
- El intenso calor utilizado para procesar comida para mascotas destruye y reduce los nutrientes como las vitaminas, minerales y enzimas.[4] Los estudios con ratas mostraron que la digestibilidad de aminoácidos en la comida para gatos cambia significativamente por el tratamiento térmico.[5] Los fabricantes de comida para mascotas deben suplementar los alimentos después del tratamiento térmico para reemplazar los nutrientes perdidos. La mayoría que apoya la alimentación BARF cree que los suplementos reducen el valor nutritivo en comparación con los mismos nutrientes en los alimentos crudos y que esos nutrientes -aún no reconocidos como esenciales por la ciencia nutricional- no pueden ser reemplazados. El mismo razonamiento es utilizado por algunos para rechazar la comida casera enriquecida con vitaminas. La mayoría de los propietarios afirman un cambio en el estado general de salud de las mascotas una vez que comienzan a alimentar a sus mascotas con alimentos crudos.

- La comida comercial para mascotas, alimentos secos, en particular, a menudo contienen una gran cantidad de granos, que los defensores BARF aseguran son del todo inapropiados para perros y gatos. Ya que los gatos son obligatoriamente carnívoros, se cree que el cambio a una dieta predominantemente basada en carne cruda sería especialmente beneficioso (comparada con una dieta cruda para los perros) debido a la relativa incapacidad de los gatos para digerir granos. Los estudios que comparan la fuente de proteína en la comida seca para gatos concluyó que la digestibilidad de la proteína a base de carne es superior a la proteína basada en el maíz (uno de los granos más utilizados en la comida comercial).[6]

- El veterinario y defensor de la alimentación cruda, Tom Lonsdale, asegura que las bacterias de los alimentos secos o enlatados o croquetas comerciales se pegan a los dientes y permiten a proliferar bacterias provocando "dolor en las encías, mal aliento y envenenamientos bacterianos que afectan al resto del cuerpo". Lonsdale, además, dice que los perros carecen de las enzimas necesarias para digerir los granos y el material vegetal y asegura que los granos cocidos a altas temperaturas pueden provocar que la fécula, las proteínas y las grasas se conviertan en "desnaturalizados o tóxicos en grados variables" El grano mal digerido sería compatible con bacterias productoras de toxinas en el intestino grueso que puede llegar a conducir sustancias nocivas a través de la pared intestinal hacia la circulación sanguínea", creando nuevos problemas en otros órganos.[7]

## Contraindicaciones de la dieta BARF
La dieta BARF ha generado opiniones divididas entre propietarios y expertos. Aunque sus defensores argumentan beneficios como una mejor condición del pelaje, dientes más saludables y una mayor longevidad, no existe consenso científico que respalde estas afirmaciones.
- Evolución alimentaria de los animales domésticos. Se argumenta que los perros y gatos han experimentado cambios significativos en su digestión y metabolismo a lo largo de su domesticación. Por ello, una dieta basada en hábitos alimenticios de sus ancestros salvajes no sería adecuada para su fisiología actual.
- Riesgos microbiológicos. Estudios realizados por la Universidad de Utrecht y la Universidad de Uppsala destacan que la dieta BARF presenta un alto riesgo de contaminación por patógenos zoonóticos, como Salmonella spp., Escherichia coli y Toxoplasma gondii.[9]
- Resistencia a antibióticos. El consumo de alimentos crudos contaminados con bacterias resistentes a antibióticos puede comprometer la respuesta a tratamientos antimicrobianos en las mascotas.
- Riesgos físicos asociados al consumo de huesos. Según el Colegio Americano de Nutrición Veterinaria,[10] una dieta que incluya huesos conlleva riesgos de fracturas dentales, perforaciones en el paladar, diarrea, estreñimiento y obstrucciones intestinales.

### Artículos
- Bones of contention Dogs Today Magazine, septiembre de 2006

- Datos: Q808102